# 3963 Параджанов
3963 Параджанов (3963 Paradzhanov) — астероїд головного поясу, відкритий 8 жовтня 1969 року.
Тіссеранів параметр щодо Юпітера — 3,473.